# Johnny Circus été 1972
Lives par Johnny Hallyday
Johnny Circus été 1972 est un album enregistré en public de Johnny Hallyday, publié à titre posthume le 3 juin 2022. Enregistré et radiodiffusé sur RTL durant l'été 1972, au cours de la tournée Johnny Circus, qui parcourt la France du 16 juin au 15 septembre. la restauration de l'archive radiophonique a rendu possible la réalisation du disque.

## Histoire
Johnny Hallyday, en 1972, pour sa tournée d'été, s'essaye à un nouveau spectacle le « Johnny Circus ». Le concept, totalement inédit en France, allie numéros de cirque et tour de chant. Précédemment, en 1968 en Angleterre, une émission de télévision nommée Rock'n'roll Circus (diffusée le 11 décembre) et animée par les Rolling Stones, fusionne numéros de cirque et musique rock. À cette différence près que le « cirque stonien » n'est qu'un décor en studio, quand celui d'Hallyday s'anime en un convoi de soixante dix véhicules qui sillonne la France en 85 étapes, jusqu'au 5 septembre. Chaque soir, le chanteur se produit sous un chapiteau emprunté au cirque Bouglione, pouvant recevoir 4 000 personnes. Sponsorisée par RTL et Canada Dry, la tournée débute à Chantilly le 16 juin. Nanette Workman, Tommy Brown, François Wertheimer et son groupe Dinosaure, le groupe Ange assurent la première partie, tandis que Sam Bernett en Monsieur Loyal, présente chaque soir le programme et annonce l'entrée en scène d'Hallyday.
À propos du « Johnny Circus », Johnny Hallyday déclare : « Pour cette tournée j'ai loué un immense chapiteau où se déroule un spectacle total avec des danseurs, des numéros de cirque, des orchestres , etc. Je veux faire un show tout à fait nouveau en France... ».
Le tour de chant se déroule sous d'énormes éclats de lumière, avec une sono poussée à fond ; le tour de chant propose plusieurs titres de son nouvel album Country, Folk, Rock (Comme si je devais mourir demain, Rien n'vaut cett'fille là, Tomber c'est facile, Toi, tu voles l'amour), pour un récital qui compte une quinzaine de titres au total : Je suis né dans la rue, Fils de personne, Fille de la nuit, Que je t'aime, Oh ! Ma jolie Sarah, Dead Or Alive...
Malgré l'originalité et l'ambition du projet, le « Johnny Circus » est un relatif échec et un gouffre financier pour Johnny Hallyday. Lucide il reconnaît : « Soixante camions sur les routes, 114 personnes à payer chaque soir, trop de frais, trop de personnel, pour toutes ces raisons, l'affaire n'a laissé aucun bénéfice. Mais je ne regrette rien pour autant... »
Les pertes ont été si importantes que le chanteur ne put monter de nouveaux spectacles parisiens durant plusieurs années.

## Autour de l'album
Références originales : 
- CD RTL-Panthéon-Mercury-Universal 4563710
- 33 tours RTL-Panthéon-Mercury-Universal 4563711

Resté inédit au disque durant 50 ans, cette première publication du Johnny Circus est édité dans le cadre de la collection Johnny archives live. Le disque ne restitue pas l'intégralité du tour de chant, il manque pour cela les titres : Fille de la nuit, La fille aux cheveux clairs, La loi, Il faut boire à la source, Tomber c'est facile ; auquel, il convient d'ajouter que Susie Q précédent un Medley rock and roll composé de Blue Suede Shoes et Whole Lotta Shakin' Goin' On ont été chantés durant quelques représentations.

## Liste des pistes
| 1. | Je suis né dans la rue                                                      | Long Chris                  | Mick Jones, Tommy Brown  | 4min 50s  |
| 2. | Fils de personne (Fortunate Son)                                            | Philippe Labro (adaptation) | John Fogerty             | 2min 56s  |
| 3. | Que je t'aime                                                               | Gilles Thibaut              | Jean Renard              | 3min 51s  |
| 4. | Essayez                                                                     | Philippe Labro              | Mick Jones, Tommy Brown  | 4min 34s  |
| 5. | Oh ! Ma jolie Sarah                                                         | Philippe Labro              | Mick Jones, Tommy Brown  |           |
| 6. | Comme si je devais mourir demain                                            | Jean-Pierre Lang            | Patrick Lemaitre         | 2min 53 s |
| 7. | Rien n'vaut cett'fille-là (en duo avec Nanette Workman) (She's My Old Lady) | Ralph Bernet (adaptation)   | John Gallie, Joey Cooper | 3min 26s  |
| 8. | Toi, tu voles l'amour                                                       | Ralph Bernet                | Gary Wright              | 4min 33s  |
| 9. | Dead Or Alive                                                               | Woody Guthrie               | Lonnie Donegan           | 5min 27s  |

## Musiciens
- Batterie et direction d'orchestre : Tommy Brown
- Claviers : Jean-Marc Deutère
- Basse : Gérard Mondon
- Guitare : Jean-Pierre Azoulay, Simon Vandercam, Billy Workman
- Trompette : Pierre Ploquin, Jacques Ploquin, Guy Marco
- Saxophone : René Morizure
- Chœurs : Nanette Workman, Doris Troy, Madeline Bell (en)